# Lijst van voetbalinterlands Engeland - Hongarije
Deze lijst van voetbalinterlands is een overzicht van alle officiële voetbalwedstrijden tussen de nationale teams van Engeland en Hongarije. De landen hebben tot op heden 26 keer tegen elkaar gespeeld. De eerste ontmoeting was een vriendschappelijke wedstrijd in Boedapest op 10 juni 1908. Het laatste duel, een groepswedstrijd tijdens de UEFA Nations League 2022/23, vond plaats op 14 juni 2022 in Wolverhampton.

## Wedstrijden
| №  | Plaats        | Datum             | Competitie                  | Wedstrijd            | Uitslag |
| -- | ------------- | ----------------- | --------------------------- | -------------------- | ------- |
| 1  | Boedapest     | 10 juni 1908      | Vriendschappelijk           | Hongarije − Engeland | 0 − 7   |
| 2  | Boedapest     | 29 mei 1909       | Vriendschappelijk           | Hongarije − Engeland | 2 − 4   |
| 3  | Boedapest     | 31 mei 1909       | Vriendschappelijk           | Hongarije − Engeland | 2 − 8   |
| 4  | Boedapest     | 10 mei 1934       | Vriendschappelijk           | Hongarije − Engeland | 2 − 1   |
| 5  | Londen        | 2 december 1936   | Vriendschappelijk           | Engeland − Hongarije | 6 − 2   |
| 6  | Londen        | 25 november 1953  | Vriendschappelijk           | Engeland − Hongarije | 3 − 6   |
| 7  | Boedapest     | 23 mei 1954       | Vriendschappelijk           | Hongarije − Engeland | 7 − 1   |
| 8  | Boedapest     | 22 mei 1960       | Vriendschappelijk           | Hongarije − Engeland | 2 − 0   |
| 9  | Rancagua      | 31 mei 1962       | WK 1962                     | Hongarije − Engeland | 2 − 1   |
| 10 | Londen        | 5 mei 1965        | Vriendschappelijk           | Engeland − Hongarije | 1 − 0   |
| 11 | Londen        | 24 mei 1978       | Vriendschappelijk           | Engeland − Hongarije | 4 − 1   |
| 12 | Boedapest     | 6 juni 1981       | WK 1982 kwalificatie        | Hongarije − Engeland | 1 − 3   |
| 13 | Londen        | 18 november 1981  | WK 1982 kwalificatie        | Engeland − Hongarije | 1 − 0   |
| 14 | Londen        | 27 april 1983     | EK 1984 kwalificatie        | Engeland − Hongarije | 2 − 0   |
| 15 | Boedapest     | 12 oktober 1983   | EK 1984 kwalificatie        | Hongarije − Engeland | 0 − 3   |
| 16 | Boedapest     | 27 april 1988     | Vriendschappelijk           | Hongarije − Engeland | 0 − 0   |
| 17 | Londen        | 12 september 1990 | Vriendschappelijk           | Engeland − Hongarije | 1 − 0   |
| 18 | Boedapest     | 12 mei 1992       | Vriendschappelijk           | Hongarije − Engeland | 0 − 1   |
| 19 | Londen        | 18 mei 1996       | Vriendschappelijk           | Engeland − Hongarije | 3 − 0   |
| 20 | Boedapest     | 28 april 1999     | Vriendschappelijk           | Hongarije − Engeland | 1 − 1   |
| 21 | Manchester    | 30 mei 2006       | Vriendschappelijk           | Engeland − Hongarije | 3 − 1   |
| 22 | Londen        | 11 augustus 2010  | Vriendschappelijk           | Engeland − Hongarije | 2 − 1   |
| 23 | Boedapest     | 2 september 2021  | WK 2022 kwalificatie        | Hongarije − Engeland | 0 − 4   |
| 24 | Londen        | 12 oktober 2021   | WK 2022 kwalificatie        | Engeland − Hongarije | 1 − 1   |
| 25 | Boedapest     | 4 juni 2022       | UEFA Nations League 2022/23 | Hongarije − Engeland | 1 − 0   |
| 26 | Wolverhampton | 14 juni 2022      | UEFA Nations League 2022/23 | Engeland − Hongarije | 0 − 4   |

## Samenvatting
| Competitie          | Totaal gespeeld | Winst Engeland | Gelijk | Winst Hongarije | Doelsaldo Engeland – Hongarije |
| ------------------- | --------------- | -------------- | ------ | --------------- | ------------------------------ |
| WK-eindronde        | 1               | 0              | 0      | 1               | 1 − 2                          |
| WK-kwalificatie     | 3               | 2              | 1      | 0               | 5 − 2                          |
| EK-kwalificatie     | 2               | 2              | 0      | 0               | 5 − 0                          |
| UEFA Nations League | 2               | 0              | 0      | 2               | 0 − 5                          |
| Vriendschappelijk   | 17              | 11             | 2      | 4               | 46 − 27                        |
| Totaal              | 26              | 16             | 3      | 7               | 61 − 36                        |

Wedstrijden bepaald door strafschoppen worden, in lijn met de FIFA, als een gelijkspel gerekend.

## Details

### Twaalfde ontmoeting
| WK 1982 kwalificatie (Boedapest, Hongarije, 6 juni 1981): |       |                                                                 |
| Hongarije                                                 | 1 – 3 | Engeland                                                        |
| Imre Garaba 44'                                           | goals | 18' Trevor Brooking 59' Trevor Brooking 72' (pen.) Kevin Keegan |

### Dertiende ontmoeting
| WK 1982 kwalificatie (Londen, Verenigd Koninkrijk, 18 november 1981): |       |           |
| Engeland                                                              | 1 – 0 | Hongarije |
| Paul Mariner 14'                                                      | goals |           |

### Veertiende ontmoeting
| EK 1984 kwalificatie (Londen, Verenigd Koninkrijk, 27 april 1983): |       |           |
| Engeland                                                           | 2 – 0 | Hongarije |
| Trevor Francis 31' Peter Withe 65'                                 | goals |           |

### Vijftiende ontmoeting
| EK 1984 kwalificatie (Boedapest, Hongarije, 12 oktober 1983): |       |                                                 |
| Hongarije                                                     | 0 – 3 | Engeland                                        |
|                                                               | goals | 13' Glenn Hoddle 19' Sammy Lee 42' Paul Mariner |

### Zeventiende ontmoeting
| Vriendschappelijk (Londen, Verenigd Koninkrijk, 12 september 1990):                                                                           |              | |
| Engeland | 1 – 0        | Hongarije |
| Gary Lineker 44' | goals        | |
| Graham Taylor | bondscoach   | Kálmán Mészöly |
| Chris Woods Lee Dixon Stuart Pearce 46' Des Walker Paul Parker Mark Wright Paul Gascoigne David Platt Steve Bull 74' Gary Lineker John Barnes | opstellingen | Zsolt Petry 68' Tamás Mónos József Duró József Keller Zsolt Limperger 71' Imre Garaba István Kozma 80' Zsolt Bücs József Gregor Balázs Bérczy Kálmán Kovács |
| Tony Dorigo 46' Chris Waddle 74' | wissels      | 68' Tibor Simon 71' Zoltán Aczél 80' Tibor Balog |
| | gele kaarten | 61' Zsolt Bücs 76' Tibor Simon |
| - Eerste duel van Engeland onder leiding van bondscoach Graham Taylor.                                                                        |              | |

### Achttiende ontmoeting
| Vriendschappelijk (Boedapest, Hongarije, 12 mei 1992): |              | |
| Hongarije | 0 – 1        | Engeland |
| | goals        | 55' (e.d.) András Telek |
| Emeric Jenei | bondscoach   | Graham Taylor |
| István Brockhauser Tibor Simon András Telek József Szalma 41' Emil Lőrincz Zsolt Limperger József Kiprich Ervin Kovács István Pisont Péter Lipcsei 64' István Vincze | opstellingen | 46' Nigel Martyn Gary M. Stevens Tony Dorigo Des Walker Martin Keown 46' Keith Curle 70' Neil Webb Carlton Palmer 46' Paul Merson Tony Daley 70' Gary Lineker |
| Zsolt Kecskes 41' Gábor Márton 64' | wissels      | 46' David Seaman 46' Andy Sinton 46' Alan Smith 70' David Batty 70' Ian Wright                                                                                |

FA · A-internationals · Selecties · Bondscoaches · Engels vrouwenelftal · Brits olympisch elftal · Engeland -21 · Engeland -20 · Engeland -19 · Engeland -18 · Engeland -17 · Engeland -16 · Vrouwen -17
1872 – 1899 ·
1900 – 1919 ·
1920 – 1929 ·
1930 – 1939 ·
1940 – 1949 ·
1950 – 1959 ·
1960 – 1969 ·
1970 – 1979 ·
1980 – 1989 ·
1990 – 1999 ·
2000 – 2009 ·
2010 – 2019 ·
2020 − 2029
EK's: 1968 ·
1980 ·
1988 ·
1992 ·
1996 ·
2000 ·
2004 ·
2012 · 
2016 · 
2020 · 
2024
WK's: 1950 ·
1954 ·
1958 ·
1962 ·
1966 ·
1970 ·
1982 ·
1986 ·
1990 ·
1998 ·
2002 ·
2006 ·
2010 ·
2014 ·
2018 · 
2022
Albanië ·
Algerije ·
Andorra ·
Argentinië ·
Australië ·
Azerbeidzjan ·
België ·
Bosnië en Herzegovina ·
Brazilië ·
Bulgarije ·
Canada ·
Chili ·
China ·
Colombia ·
Costa Rica ·
Cyprus ·
Denemarken ·
DDR · 
Duitsland ·
Ecuador ·
Egypte ·
Estland ·
Finland ·
Frankrijk ·
Georgië ·
Ghana ·
GOS ·
Griekenland ·
Honduras ·
Hongarije ·
Ierland ·
IJsland · 
Iran ·
Israël ·
Italië ·
Ivoorkust ·
Jamaica ·
Japan ·
Joegoslavië ·
Kameroen ·
Kazachstan ·
Koeweit ·
Kosovo ·
Kroatië ·
Liechtenstein ·
Litouwen ·
Luxemburg ·
Maleisië ·
Malta ·
Marokko ·
Mexico ·
Moldavië ·
Montenegro ·
Nederland ·
Nieuw-Zeeland ·
Nigeria ·
Noord-Ierland ·
Noord-Macedonië ·
Noorwegen ·
Oekraïne ·
Oostenrijk ·
Panama · 
Paraguay ·
Peru · 
Polen ·
Portugal ·
Roemenië ·
Rusland ·
San Marino · 
Saoedi-Arabië ·
Schotland ·
Senegal ·
Servië ·
Servië en Montenegro · 
Slovenië ·
Slowakije ·
Sovjet-Unie ·
Spanje ·
Trinidad en Tobago ·
Tsjechië ·
Tsjecho-Slowakije ·
Tunesië ·
Turkije ·
Uruguay ·
Verenigde Staten ·
Wales ·
Wit-Rusland ·
Zuid-Afrika ·
Zuid-Korea ·
Zweden ·
Zwitserland
Algerije (2010) · 
Argentinië (1986) · 
Argentinië (1998) · 
Argentinië (2002) · 
België (1990) · 
België (2018, 1) · 
België (2018, 2) · 
Brazilië (2002) · 
Colombia (1998) ·
Colombia (2018) ·
Costa Rica (2014) ·
Denemarken (2002) ·
Denemarken (2021) · 
Duitsland (2000) ·
Duitsland (2010) ·
Duitsland (2021) ·
Ecuador (2006) ·
Egypte (1990) ·
Frankrijk (1982) ·
Frankrijk (2012) ·
Frankrijk (2022) ·
Ierland (1990) · 
IJsland (2016) ·
Italië (1990) · 
Italië (2012) · 
Italië (2014) · 
Italië (2021) · 
Kameroen (1990) · 
Koeweit (1982) · 
Kroatië (2018) ·
Kroatië (2021) · 
Marokko (1986) · 
Nederland (1990) · 
Nigeria (2002) · 
Oekraïne (2012) · 
Oekraïne (2021) ·
Panama (2018) · 
Paraguay (1986) · 
Paraguay (2006) · 
Polen (1986) · 
Portugal (1986) · 
Portugal (2000) · 
Portugal (2006) · 
Roemenië (1998) ·
Roemenië (2000) ·
Rusland (2016) ·
Schotland (2021) ·
Senegal (2022) ·
Slovenië (2010) ·
Slowakije (2016) ·
Spanje (1982) ·
Spanje (2024) ·
Trinidad en Tobago (2006) ·
Tsjechië (2021) ·
Tsjecho-Slowakije (1982) ·
Tunesië (1998) ·
Tunesië (2018) ·
Uruguay (2014) ·
Verenigde Staten (2010) ·
Wales (2016) · 
West-Duitsland (1966) ·
West-Duitsland (1982) ·
West-Duitsland (1990) ·
Zweden (2002) ·
Zweden (2006) · 
Zweden (2012)
MLSZ · A-internationals · Selecties · Bondscoaches · Hongaars vrouwenelftal · Olympisch elftal · Hongarije U21 · Hongarije U20 · Hongarije U19 · Hongarije U18 · Hongarije U17 · Hongarije U16
1902 – 1919 · 
1920 – 1929 · 
1930 – 1939 · 
1940 – 1949 · 
1950 – 1959 · 
1960 – 1969 · 
1970 – 1979 · 
1980 – 1989 · 
1990 – 1999 · 
2000 – 2009 · 
2010 – 2019 ·
2020 − 2029
EK's:
1964 · 
1972 · 
2016 ·
2020 ·
2024
WK's:
1934 · 
1938 · 
1954 · 
1958 · 
1962 · 
1966 · 
1978 · 
1982 · 
1986
OS:
1912 · 
1924 · 
1936 · 
1952 · 
1960 · 
1964 · 
1968 · 
1972 · 
1996
1902 · 
1903 · 
1904 · 
1905 · 
1906 · 
1907 · 
1908 · 
1909 · 
1910 · 
1911 · 
1912 · 
1913 · 
1914 · 
1915 · 
1916 · 
1917 · 
1918 · 
1919 · 
1920 · 
1921 · 
1922 · 
1923 · 
1924 · 
1925 · 
1926 · 
1927 · 
1928 · 
1929 · 
1930 · 
1931 · 
1932 · 
1933 · 
1934 · 
1935 · 
1936 · 
1937 · 
1938 · 
1939 · 
1940 · 
1941 · 
1942 · 
1943 · 
1944 · 
1945 · 
1946 · 
1947 · 
1948 · 
1949 · 
1950 · 
1952 · 
1952 · 
1953 · 
1954 · 
1955 · 
1956 · 
1957 · 
1958 · 
1959 · 
1960 · 
1961 · 
1962 · 
1963 · 
1964 · 
1965 · 
1966 · 
1967 · 
1968 · 
1969 · 
1970 · 
1971 · 
1972 · 
1973 · 
1974 · 
1975 · 
1976 · 
1977 · 
1978 · 
1979 · 
1980 · 
1981 · 
1982 · 
1983 · 
1984 · 
1985 · 
1986 · 
1987 · 
1988 · 
1989 · 
1990 · 
1991 · 
1992 · 
1993 · 
1994 · 
1995 · 
1996 · 
1997 · 
1998 · 
1999 · 
2000 · 
2001 · 
2002 · 
2003 · 
2004 · 
2005 · 
2006 · 
2007 · 
2008 · 
2009 · 
2010 · 
2011 · 
2012 · 
2013 · 
2014 · 
2015 ·
2016 ·
2017 ·
2018 ·
2019 ·
2020 ·
2021 ·
2022 ·
2023 ·
2024
Albanië ·
Algerije ·
Andorra · 
Antigua en Barbuda ·
Argentinië ·
Armenië ·
Australië ·
Azerbeidzjan ·
België ·
Bohemen ·
Bolivia ·
Bosnië en Herzegovina ·
Brazilië ·
Bulgarije ·
Canada ·
Chili ·
China ·
Colombia ·
Costa Rica ·
Cyprus ·
Denemarken ·
DDR ·
Duitsland ·
Egypte ·
El Salvador ·
Engeland ·
Estland ·
Faeröer ·
Finland ·
Frankrijk ·
Georgië ·
Griekenland ·
Ierland ·
IJsland ·
India ·
Iran ·
Israël ·
Italië ·
Ivoorkust ·
Japan ·
Joegoslavië ·
Jordanië ·
Kazachstan · 
Koeweit ·
Kosovo · 
Kroatië ·
Letland ·
Libanon ·
Liechtenstein ·
Litouwen ·
Luxemburg ·
Malta ·
Mexico ·
Moldavië ·
Montenegro ·
Nederland ·
Nederlands-Indië ·
Nieuw-Zeeland ·
Noord-Ierland ·
Noord-Macedonië ·
Noorwegen ·
Oekraïne ·
Oostenrijk ·
Paraguay ·
Peru ·
Polen ·
Portugal ·
Qatar ·
Roemenië ·
Rusland ·
San Marino ·
Saoedi-Arabië ·
Schotland ·
Servië ·
Slovenië ·
Slowakije ·
Sovjet-Unie ·
Spanje ·
Tsjechië ·
Tsjecho-Slowakije ·
Turkije ·
Uruguay ·
Verenigde Arabische Emiraten ·
Verenigde Staten ·
Verenigd Koninkrijk ·
Wales ·
Wit-Rusland ·
Zuid-Korea ·
Zweden ·
Zwitserland
Brazilië (1954) · 
Duitsland (2021) ·
Frankrijk (2021) · 
IJsland (2016) · 
Italië (1938) · 
Oostenrijk (2016) · 
Portugal (2021) · 
West-Duitsland (1954, 2)